# Assistolia
Em cardiologia, assistolia é um estado de inatividade cardíaca em que não se verifica débito cardíaco nem despolarização ventricular, levando eventualmente à paragem do coração. A assistolia ocorre a determinado momento em todas as pessoas que morrem.